# Don't Forget About Us
"Don't Forget About Us" là một bài hát của ca sĩ người Mỹ Mariah Carey, phát hành như là đĩa đơn thứ 5 cho phiên bản tái phát hành của album phòng thu thứ 10 của cô The Emancipation of Mimi (2005). Nó được sáng tác và sản xuất bởi Carey, Jermaine Dupri, Bryan-Michael Cox, với sự tham gia hỗ trợ viết lời từ Johnta Austin.
Bài hát nhận được những đánh giá tích cực từ các nhà phê bình âm nhạc, trong đó họ so sánh nó với đĩa đơn trước của Carey "We Belong Together" (2005). "Don't Forget About Us" đã trở thành đĩa đơn quán quân thứ 17 của Carey trên bảng xếp hạng Billboard Hot 100, đồng thời giúp cô cân bằng kỷ lục là Nghệ sĩ có nhiều đĩa đơn quán quân nhất tại Mỹ với Elvis Presley. Trên thị trường quốc tế, bài hát đứng đầu các bảng xếp hạng tại Bỉ và Phần Lan, trong khi lọt vào top 10 ở Hungary và Hà Lan. Nó nhận được hai đề cử giải Grammy vào năm 2007 cho Bài hát R&B xuất sắc nhất và Trình diễn giọng R&B nữ xuất sắc nhất.

## Danh sách bài hát
| Đĩa CD tại châu Âu #1 1. "Don't Forget About Us" 3:53 2. "Don't Forget About Us" (Remix hợp tác với Juelz Santana & Bone Thugs-N-Harmony) 4:51 Đĩa CD tại châu Âu #2 1. "Don't Forget About Us" (Radio Chỉnh sửa) 3:38 2. "Don't Forget About Us" (Ralphi Rosario & Craig J. Martini At Xo Vocal Edit) 3:40 Đĩa CD tại Úc 1. "Don't Forget About Us" 3:53 2. "Don't Forget About Us" (Quentin Harris Vocal Mix) 12:32 3. "Don't Forget About Us" (Ralphi Rosario & Craig J. Martini Vocal) 7:44 4. "Don't Forget About Us" (Ralphi Rosario & Craig J. Anthomic Vocal Mix) 9:53 5. "Don't Forget About Us" (Tony Moran & Warren Rigg Dancefloor Anthem) 9:34 | Đĩa CD maxi tại châu Âu 1. "Don't Forget About Us" 3:53 2. "Don't Forget About Us" (Ralphi Rosario & Craig J. Anthomic Vocal Mix) 9:53 3. "Don't Forget About Us" (Tony Moran Mix) 9:34 4. "Don't Forget About Us" (Video) Đĩa CD maxi tại Vương quốc Anh 1. "Don't Forget About Us" (Radio Chỉnh sửa) 3:38 2. "Don't Forget About Us" (Tony Moran & Warren Rigg Dancefloor Anthem Remix) 9:34 3. "Shake It Off" (Remix hợp tác với Jay-Z & Young Jeezy) 5:03 |

## Xếp hạng và chứng nhận
| Bảng xếp hạng (2005–06)                  | Vị trí cao nhất |
| ---------------------------------------- | --------------- |
| Úc (ARIA)                                | 12              |
| Áo (Ö3 Austria Top 40)                   | 61              |
| Bỉ (Ultratip Flanders)                   | 1               |
| Bỉ (Ultratip Wallonia)                   | 2               |
| Châu Âu Hot 100 Singles (Billboard)      | 38              |
| Phần Lan (Suomen virallinen lista)       | 1               |
| Germany (Official German Charts)         | 41              |
| Hungary (Single Top 40)                  | 6               |
| Ireland (IRMA)                           | 25              |
| Ý (FIMI)                                 | 11              |
| Hà Lan (Dutch Top 40)                    | 32              |
| Hà Lan (Single Top 100)                  | 27              |
| New Zealand (Recorded Music NZ)          | 12              |
| Thụy Sĩ (Schweizer Hitparade)            | 19              |
| Anh Quốc (OCC)                           | 11              |
| Hoa Kỳ Billboard Hot 100                 | 1               |
| Hoa Kỳ Dance Club Songs (Billboard)      | 1               |
| Hoa Kỳ Hot R&B/Hip-Hop Songs (Billboard) | 1               |
| Hoa Kỳ Pop Airplay (Billboard)           | 3               |
| US Pop 100 (Billboard)                   | 2               |
| Hoa Kỳ Rhythmic (Billboard)              | 2               |

| Bảng xếp hạng (2005)                 | Vị trí |
| ------------------------------------ | ------ |
| UK Singles (Official Charts Company) | 241    |
| Bảng xếp hạng (2006)                 | Vị trí |
| Australia (ARIA)                     | 89     |
| Netherlands (Dutch Top 40)           | 245    |
| US Billboard Hot 100                 | 50     |
| US Hot Dance Club Songs (Billboard)  | 3      |
| US Hot R&B/Hip-Hop Songs (Billboard) | 21     |
| US Pop 100 (Billboard)               | 44     |
| US Rhythmic (Billboard)              | 23     |

| Quốc gia                                  | Chứng nhận | Số đơn vị/doanh số chứng nhận |
| ----------------------------------------- | ---------- | ----------------------------- |
| Hoa Kỳ (RIAA)                             | Vàng       | 500.000^                      |
| ^ Chứng nhận dựa theo doanh số nhập hàng. |            |                               |